# Corvette C5

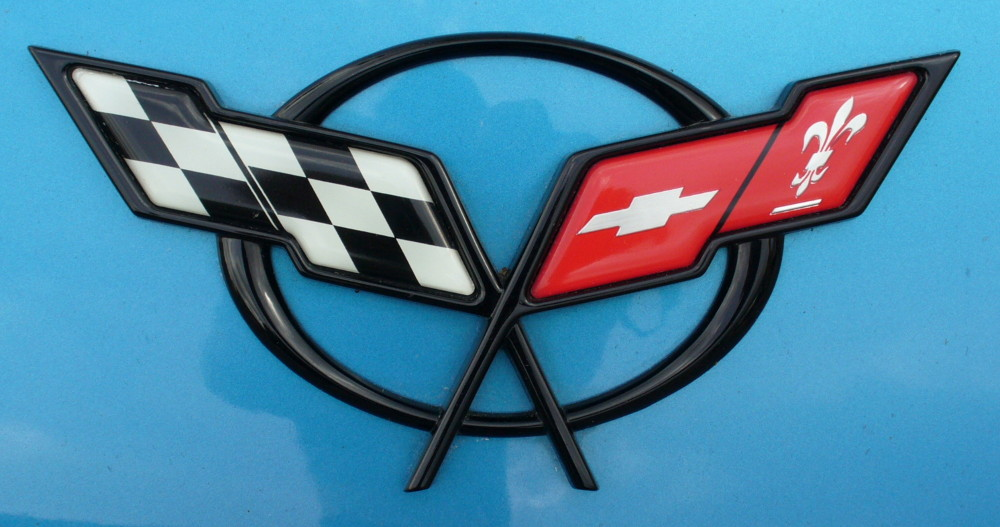
Emblem der Corvette C5

Bei der Corvette C5 handelt es sich um die fünfte Generation der US-amerikanischen Sportwagen-Baureihe.
Die Markteinführung der fünften Corvette war bereits für das Jahr 1993 zum 40-jährigen Jubiläum geplant, jedoch verzögerte sich die Vorstellung unter anderem wegen interner Probleme bei General Motors. Aus diesen Gründen stellte Chevrolet erst am 6. Januar 1997 das Nachfolgemodell der seit Frühjahr 1983 gebauten Corvette C4 vor. Am 7. März 1997 begann GM offiziell mit der Auslieferung und dem Verkauf.
Obwohl die klassische Konfiguration als zweisitziges Coupé mit herausnehmbarem Dach, vorn eingebautem Achtzylinder-V-Motor und Hinterradantrieb beibehalten wurde, war die neue Corvette komplett neu konstruiert. In der Geschichte der Corvette war die C5 das erste neuentwickelte Modell, denn zuvor waren Teile aus anderen GM-Modellen verwendet worden. Die „Fifth Generation“ bekam darum ein völlig neues Design, einen neuen Rahmen, einen neuen 350-PS-Motor aus einer Aluminiumlegierung sowie ein neues Fahrwerk. Außerdem wurden hochwertigere Materialien verwendet und auch die Verarbeitungsqualität verbessert.
Die C5 wurde bis Anfang 2004 hergestellt und ein Jahr später vom Nachfolgemodell Corvette C6 ersetzt.

## Auszeichnungen
Im Jahr 1998 wurde in den USA die Corvette C5 zum „Auto des Jahres“ gewählt. Im gleichen Jahr wurde die C5 auf der „North American International Auto Show“ in Detroit als „North American Car of the Year“ ausgezeichnet.

## Karosserie

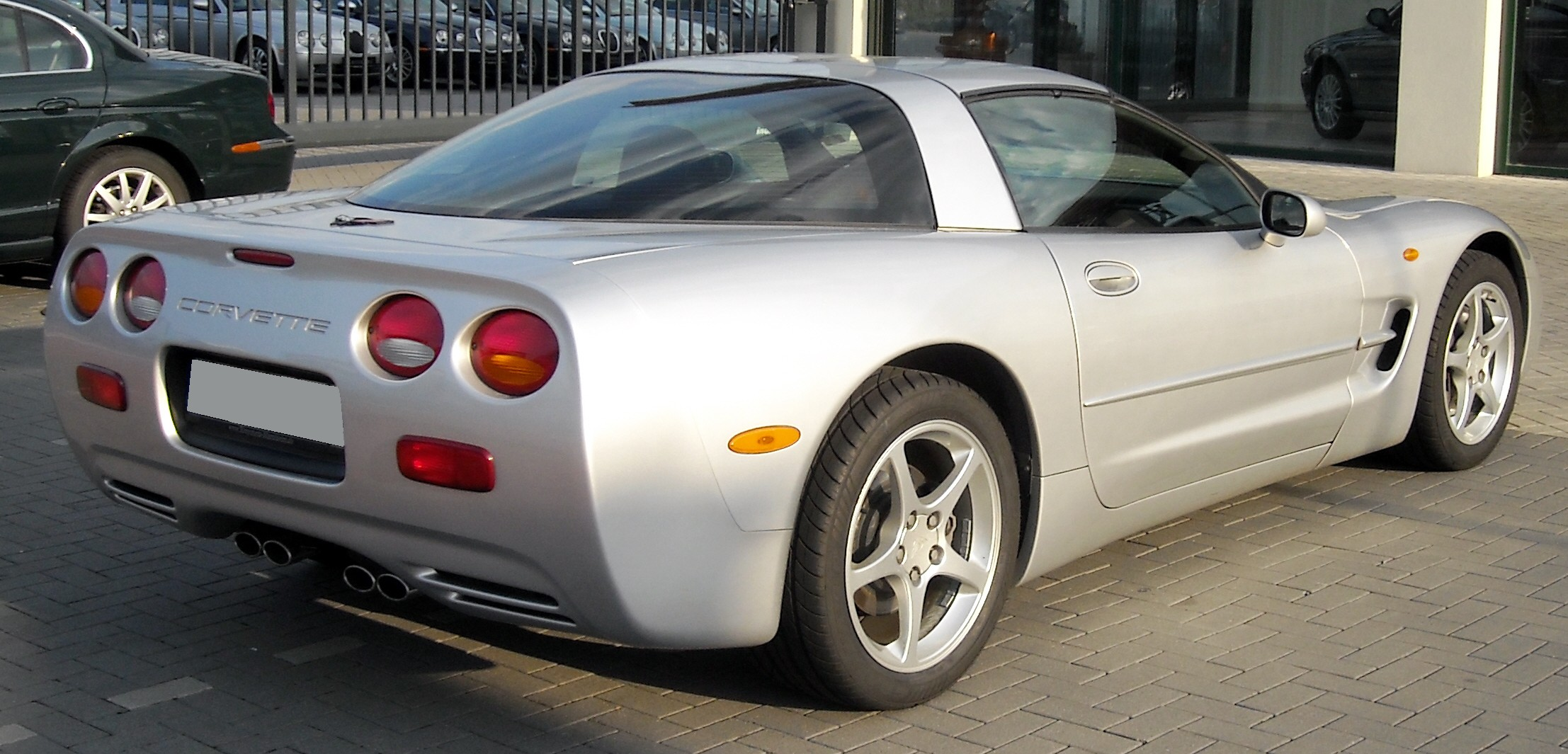
Heckansicht

Die C5 hatte mit der neuentwickelten Karosserie einen Luftwiderstandsbeiwert (cw) von 0,29. Die zunächst als Coupé mit abnehmbarem Targa-Dach lieferbare C5 kam später in noch zwei weiteren Versionen auf den Markt. Erstmals in der Modellgeschichte hatten Corvette-Käufer (zumindest in den USA) die Wahl zwischen drei Karosserievarianten. Zusätzlich zum Coupé mit herausnehmbarem Dachmittelteil und dem seit Modelljahr 1998 angebotenen Cabrio war auf dem US-Heimatmarkt seit Modelljahr 1999 eine Version mit festem Dach erhältlich. Dave Hill stellte im August 1998 offiziell dieses 99er Festdach-Modell vor.
Dieses sogenannte Fixed Roof Coupe (FRC) mit festem Dach, das nie in Europa angeboten wurde, lag preislich unterhalb des normalen Coupés. Durch das feste Dach wurde die Struktur um 12 % verwindungssteifer als beim einfachen Coupé und die C5 „FRC“ wog 41 kg weniger als dieses. Die im Jahr 2001 erschienene Topversion „Z06“ basierte auf diesem „Fixed Roof Coupé“, weshalb auch bei der Z06 das Dach nicht entfernt werden kann. Dies sollte die Verwindungssteifigkeit der Karosserie erhöhen.
Die C5 ist mit das bisher breiteste serienmäßige Corvette-Modell. Das Nachfolgemodell C6 ist sowohl schmaler als auch kürzer als die C5. Die Breite der Corvette C5 wuchs gegenüber dem Vorgängermodell C4 vorne um 110 mm und hinten um 76 mm. Die Länge nahm ebenfalls um 90 mm auf 4570 mm zu. Der Radstand wuchs dabei auch um über 220 mm auf 2665 mm. Durch gewichtssparende Bauweise mit leichten Materialien war die neue C5 dennoch 36 kg leichter als ihr Vorgängermodell. Der Tradition folgend wurden wieder Klappscheinwerfer und vier Rücklichter eingebaut, die wieder eher rundlich (oval) waren.
Die tiefere Motorhaube ermöglichte im Gegensatz zur C4 eine bessere Sicht auf die Straße. Beim Vorgängermodell C4 waren die Kotflügel in die Motorhaube integriert und bildeten mit dem Frontteil der Karosserie eine Einheit, die sich komplett öffnen ließ (sogenannte Clamshell Hood); bei der C5 hingegen wurde die Motorhaube wieder separat ausgeführt und lässt sich konventionell öffnen. Der hintere Teil des Autos, das bei der Corvette C4 oft als zu groß und zu „abrasiert“ kritisiert wurde, bekam bei der C5 ein harmonischeres Design, ohne dass die Aerodynamik darunter leiden musste. Der Einstieg wurde bequemer und das Platzangebot im Innenraum verbessert. Der durch eine große Heckklappe zugängliche Kofferraum ist fast doppelt so groß wie bei der C4, da auf das Reserverad und einen Wagenheber verzichtet wurde. Stattdessen erhielt die C5 spezielle Goodyear-Reifen mit Notlaufeigenschaften, sogenannte Runflat-Reifen.

## Cabriolet

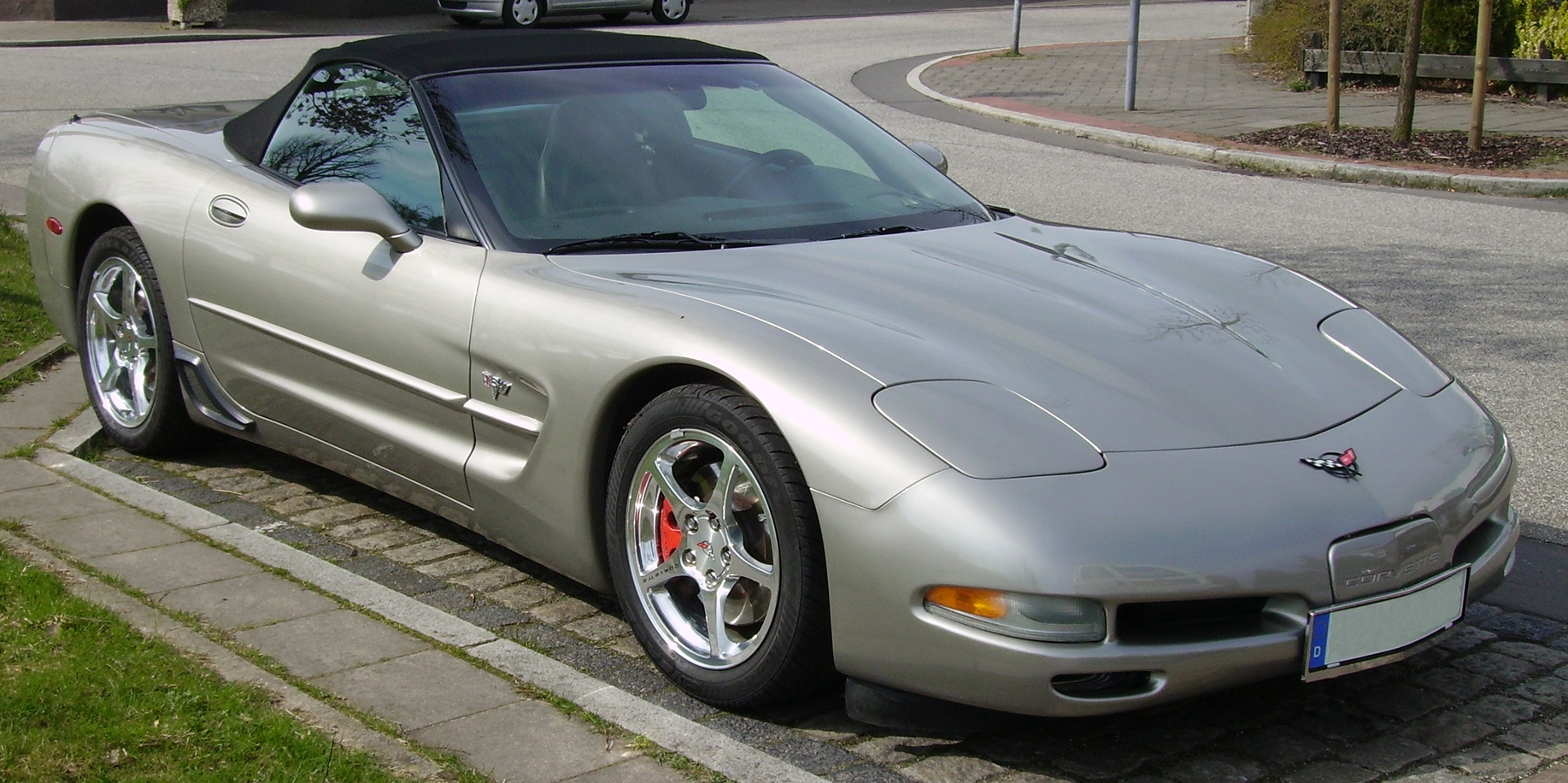
Corvette C5 Convertible (1998–2004)

Ein Jahr nach dem Erscheinen der neuen C5 gab es 1998 wieder ein Cabrio. Es war deutlich leichter als das C4 Cabrio, wies jedoch eine vierfach höhere Chassissteifigkeit auf. Eine weitere neue Modellvariante stellte die Replika des „Indianapolis 500 Pace Car“ dar – ebenfalls ein Cabriolet.
Das Verdeck wurde so entwickelt, dass es keine Verstärkungen benötigte. Dadurch wurde das Cabriolet geringfügig schwerer als das Coupé und verwand sich kaum mehr als selbiges mit dessen herausnehmbaren Targa-Dach. Der Kofferraum mit einem Fassungsvermögen mit 393 Litern bot mehr als jedes andere zweisitzige Cabriolet zu seiner Zeit. Um diesen zusätzlichen Raum zu ermöglichen, wurde auf ein elektrisches Verdeck verzichtet, es war auch nicht gegen Aufpreis lieferbar.

## Innenraum bzw. Ausstattung
Auch der Innenraum wurde gegenüber dem Vorgängermodell grundlegend überarbeitet und dabei die Funktionalität und Bedienbarkeit verbessert. So wurde die gesamte Bedien- und Anzeigeausstattung hinter dem Lenkrad erneuert und die oft kritisierten digitalen Anzeigen der C4 durch vier analoge, in Schwarz und Weiß gehaltene und besser ablesbare Rundinstrumente ersetzt. Zusätzlich gibt es serienmäßig einen „Driver-Information-Center“ (DIC) genannten Bordcomputer mit Digitaldisplay, auf dem sich verschiedene Parameter (wie z. B. der Luftdruck jedes einzelnen Reifens) anzeigen lassen. Der Einstieg wurde bequemer und das Platzangebot im Innenraum erheblich verbessert. Der beim Vorgängermodell links vom Fahrer befindliche Handbremsgriff wurde in die Mittelkonsole verlegt. Der Kofferraum ist fast doppelt so groß wie beim Vorgänger und fasst bis zu 707 Liter. Durch den Verzicht auf das Reserverad und einen Wagenheber wurde zudem das Gewicht verringert. Zum Ausgleich kommen von Goodyear entwickelte Reifen mit Notlaufeigenschaften zum Einsatz.
Die C5 besitzt eine umfangreiche Serienausstattung, unter anderem mit sechsfach elektrisch verstellbaren Sport-Ledersitzen, einem Soundsystem von Bose mit Radio, Kassettengerät und 12-fach-CD-Wechsler (im Kofferraum), einer automatisch geregelten 2-Zonen-Klimaanlage, Tempomat, elektrischen Fensterhebern, Lichtautomatik, elektronischer Wegfahrsperre, einem Hinterachs-Sperrdifferential sowie einer Memory-Funktion, die die Sitzposition, die Stellung der Außenspiegel, die Einstellungen der Klimaanlage sowie den Radiosender für bis zu drei Fahrer speichert. Optional war ein zuschaltbares Head-Up-Display (HUD) erhältlich (in Europa ab dem Modelljahr 1999 serienmäßig), das als Ergänzung zu den Analoginstrumenten Angaben wie Geschwindigkeit, Drehzahl und Tankanzeige in die Windschutzscheibe projiziert.
Die Sicherheitsausstattung wurde gegenüber der Corvette C4 um Airbags für Fahrer und Beifahrer, Seitenaufprallschutz in den Türen sowie eine Fahrdynamikregelung (ESP) erweitert.

## Chassis
Das Getriebe wurde bei der Corvette erstmals in Transaxle-Bauweise an die Hinterachse verlegt. Bei dieser Bauweise ist das Vier-Stufen-Automatikgetriebe bzw. das ab 1998 wahlweise erhältliche manuell geschaltete Sechsganggetriebe nicht am Motor angeflanscht, sondern bildet mit dem Hinterachsdifferentialgetriebe eine Einheit. Verbunden mit der zur Wagenmitte hin orientierten Einbauposition des Motors (Frontmittelmotor) ergibt sich daraus eine Gewichtsverteilung von jeweils etwa 51,4 Prozent vorne und 48,6 Prozent hinten.
Der Kastenrahmen der C5 ist aus einem einzigen Stück gefertigt. Da es keine Verbindungsstellen gibt, ist dieser Rahmen stärker und steifer als herkömmliche Automobilrahmen. Außerdem sind Fahrer und Beifahrer durch diesen hochfesten Rahmen, die tragenden Querträger und den Überrollbügel bei einem Unfall geschützt. Der Antriebsstrang wurde ab der C5 vom Chassis entkoppelt, womit einer der Kritikpunkte an den Vorgängermodellen beseitigt wurde. Die Antriebswelle besteht aus Metallmatrix-Verbundwerkstoff, einem metallischen Verbundwerkstoff aus Aluminium, Aluminiumoxid und Keramik, um hohe Festigkeit in Leichtbauweise zu erzielen.

## Fahrwerk
Das Fahrwerk der C5 ist ebenfalls eine Neuentwicklung. Vorn und hinten werden Quer-Blattfedern aus Verbundwerkstoff in Leichtbauweise eingesetzt. In den Radaufhängungen kommt eine neue Technologie zum Einsatz, um die Balance zwischen Federung, Komfort und Fahreigenschaften zu verbessern. Die unteren Querlenker vorne und hinten sowie die oberen Querlenker hinten bestehen aus Gussaluminium, um bei niedrigem Gewicht hohe Festigkeit zu erreichen. Die vorderen oberen Quer- und Dreieckslenker aus geschmiedetem Aluminium tragen zur Spurtreue bei und ermöglichen ein zentrales Lenkverhalten. Mit dem neu konstruierten Fahrwerk mit Vorder- und Hinterrädern an doppelten Querlenkern ergibt sich ein sicheres, auch bei hohen Kurvengeschwindigkeiten neutrales und gut kontrollierbares Fahrverhalten. Die Einzelradaufhängung aller vier Räder basiert auf dem SALA-Konzept (Short Arm Long Arm – ein kürzerer und ein längerer Querlenker), das auch unter der Bezeichnung „Doppelquerlenkerachse mit ungleich langen Lenkern“ bekannt ist. Diese Art von Aufhängung wird vorzugsweise an Rennwagen verwendet.
Die neue variable Servolenkung (MAGNASTEER II) passt die erforderliche Lenkkraft der Geschwindigkeit und den Fahrbedingungen an. Die leichten hohlen Querstabilisatoren vorne und hinten sind Bestandteil dieses umfassenden Ausstattungspakets. Leichtmetallräder aus Aluminium (vorne: 8,5 × 17 Zoll / hinten: 9,5 × 18 Zoll) komplettieren die Serienausstattung der Corvette. Magnesiumfelgen waren ebenfalls optional gegen Aufpreis erhältlich.
Ein neues elektronisches „Active Handling System“ (ESP) verhilft zusätzlich zur Antriebs-Schlupf-Regelung (ASR) zur verbesserten Kontrolle über das Fahrzeug. Innenbelüftete Scheibenbremsen an allen vier Rädern und Warnleuchte gehören zur Standardausstattung der Corvette C5. Das Antiblockiersystem Bosch 5.3 ist eine Weiterentwicklung, um eine bessere Abstimmung mit dem „Active Handling System“ (ESP) zu erzielen. Zusätzlich wurde eine neue Bremssoftware eingesetzt, die eine erhöhte Stabilität an der Hinterachse garantiert.

### Z51
Als aufpreispflichtige Z51-Option konnte das FE3-Sportfahrwerk bestellt werden. Dieses optionale Sportfahrwerk war im „Z51“-Sportpaket enthalten und umfasste Querblattfedern mit höherer Federrate (härtere Federn), straffere Stoßdämpfer und steifere Querstabilisatoren mit größerem Durchmesser. Dieses Fahrwerk war in der C5 Z06 serienmäßig.

### F55
Für die C5 war optional das elektronisch verstellbare Fahrwerk F55 Magnetic Selective Ride Control erhältlich. Es regelt die Stoßdämpfer mit einer Reaktionszeit von 1 Millisekunde.

## Reifen-System
In enger Zusammenarbeit mit Corvette entwickelte Goodyear den „Eagle F1 GS“. Es handelt sich um einen sogenannten „Extended-Mobility“-Reifen (EMT) oder „Run-Flat“-Reifen mit Notlaufeigenschaften. Diese speziell hergestellten Reifen lassen sich auch in vollständig luftleerem Zustand noch bis zu 160 km weit bei einer Geschwindigkeit von 90 km/h fahren, so dass kein Ersatzreifen notwendig ist. Der „Goodyear Eagle F1 GS“ ist als Standardbereifung der C5 vorgesehen, vorne als P245/45ZR17 und hinten als P275/40ZR18. Es dürfen jedoch auch normale Reifen anderer Hersteller montiert werden.
Zur Standardausstattung der Corvette C5 gehört außerdem ein System zur Überwachung des Reifeninnendrucks. Es arbeitet mit batteriebetriebenen Sensoren, die innerhalb des Ventilschaftes jedes Reifens montiert sind. Tritt in einem Reifen ein Über- oder Unterdruck auf, erscheint automatisch eine Warnmeldung auf dem „Driver Information Center“ (DIC). Mit dem „DIC“ kann der Fahrer auch jederzeit den Innenluftdruck einzelner Reifen überprüfen.

## Motor
Angetrieben wird die C5 von einem komplett neu entwickelten V8-Aluminium-Motor mit immer noch 5,7 Litern Hubraum. Der neue Motor mit der Bezeichnung LS1 war der stärkste Chevrolet-Small-Block, der bis dahin je in Serie gebaut wurde: Er leistete 257 kW (350 PS) bei 5400/min und lieferte bei 4200/min ein Drehmoment von 483 Newtonmetern. Ab dem Modelljahr 2001 wurde die Leistung des LS1-Motors dezent gesteigert, da verschiedene Motorenbauteile der Z06 verwendet wurden. Er leistete 261 kW (355 PS) bei 5200/min und 508 Nm bei 4000/min. Die Automatik-Version hatte ein etwas geringeres Drehmoment von 489 Nm bei 4000/min.
Das sogenannte LS1-Aggregat ist in Vollaluminium-Bauweise ausgeführt. Neben dem Motorblock bestehen auch die Zylinderköpfe aus Aluminium. Der Ansaugtrakt mit seinen exakt gleich lang gehaltenen Kanälen wird aus Kunststoff gefertigt, die vom elektronischen Motormanagement gesteuerte Zündung besitzt nun Einzelzündspulen für jeden Zylinder. Wesentliche Merkmale des LS1-Motors sind unter anderem: ein Motorblock und Zylinderkopf aus Aluminium, eine Verdichtung von 10 : 1, ein neuer Ansaugkrümmer aus Verbundwerkstoff und eine moderne sequenzielle Kraftstoffeinspritzung (SFI). Die Zündkerzen des LS1-Motors haben Platinelektroden und daher ist bis zu einer Fahrleistung von 165.000 km keine reguläre Wartung erforderlich.

## Fahrleistungen
Die Beschleunigung liegt laut Werksangaben bei 4,7 s von 0 bis 100 km/h für die Modelle mit optionaler manueller Sechsgang-Schaltung und 5,1 s von 0 bis 100 km/h für Modelle mit serienmäßigem Vier-Stufen-Automatikgetriebe. Für die Modelle ab Modelljahr 2001 wurde die Corvette C5 aufgrund einiger technischer Modifikationen vom Werk mit 5,0 Sekunden von 0 bis 100 km/h für die Automatik-Version angegeben. Die Höchstgeschwindigkeit beträgt je nach Version zwischen 275 km/h für die Z06, 281 km/h für das Cabriolet und bis zu 297 km/h für das Coupé.
Der kleine Kurs in Hockenheim wurde von der C5 in einem Test einer Autozeitschrift in 1:15,9 Minuten umrundet. Die Runde in der Nordschleife dauerte 8:18 Minuten. Ein Porsche 911 (993) benötigte im Jahr 1997 für den Hockenheimkurs ca. zwei Sekunden mehr als die C5: 1:18 Minuten.

## C5 Z06
Am 30. April 2000 stellt Dave Hill, Chef-Ingenieur von Corvette, das Z06-Modell mit der anfangs 283 kW (385 PS) starken „LS6“-Maschine vor. Die Z06 war die modifizierte Ausgabe des „FRC“-Coupés mit festem Dach und ersetzte diese Variante 2001, zwei Jahre nach deren Modelleinführung. Die Z06 ist die sportlichste Variante und somit die Top-Version der C5, sie wurde nie offiziell nach Europa importiert. Mit der Z06 wurde die „Fixed Roof Coupé“-Variante vom zuvor preiswertesten zum nun teuersten Corvette-Modell.
Herzstück der Z06 ist der überarbeitete Motor LS6, der eine Optimierung des LS1-Motors des Basis-Modells mit neuentwickelten Aggregat-Komponenten darstellt. Neben der Titan-Schalldämpferanlage sind die Reifen der Marke Goodyear vom Typ „Eagle F1 Supercar“ einige der zahlreichen Ausstattungsmerkmale im Unterschied zur normalen C5. Die Lenkung war deutlich präziser als bei der serienmäßigen Corvette ausgelegt, das Gewicht um etwa 80 kg verringert, die Stabilisatoren vorne und hinten verstärkt. Die feste Dachkonstruktion wurde vom FRC beibehalten. Das Dach war, wie bereits bei FRC-Version, fest mit der Karosserie verschweißt und erhöhte so die Steifigkeit des Fahrzeugs.

### Auszeichnungen
Am 5. Dezember 2000 wurde die Corvette C5 Z06 mit dem „2001 Car of the Year Award“ in den Kategorien „Best New Sports“ und „Performance Car“ von der kanadischen Automobil-Journalisten-Vereinigung ausgezeichnet – gegen die Konkurrenz von Audi TT Roadster und Mercedes-Benz SLK 320. Vom „Automobile Magazine“ bekam die Z06 den „Automobile of The Year Award“.

### Motor

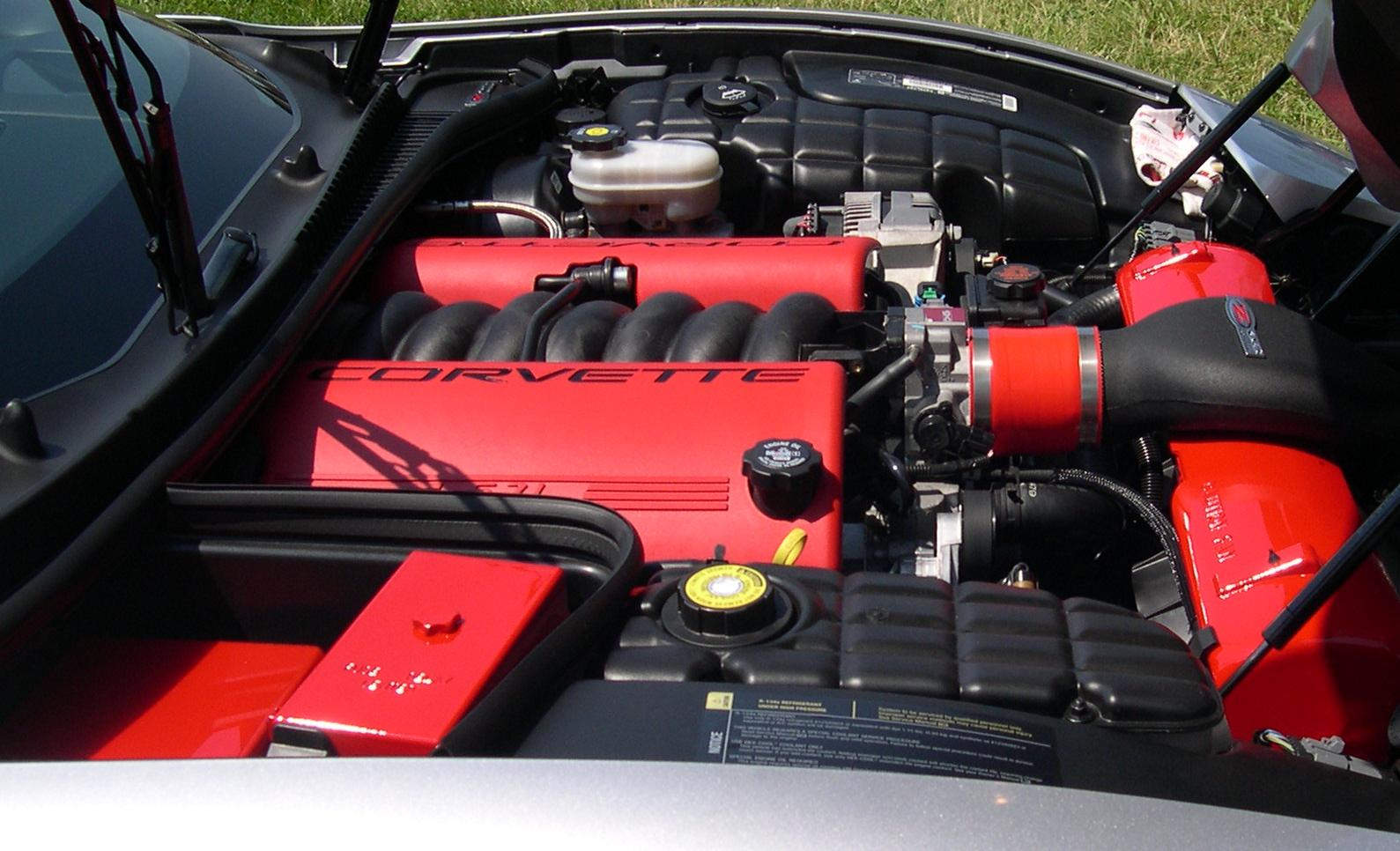
LS6-Motor der C5 Z06

Die Z06 bekam einen überarbeiteten stärkeren Motor. Der Name dieses eigentlich modifizierten LS1-Motors der normalen C5 lautet LS6. Der Hubraum blieb gleich, aber der LS6 hatte unter anderem ein höheres Verdichtungsverhältnis (10,5:1 statt 10,1:1) und eine „schärfere“ Nockenwelle. Ein Schalldämpfer-System aus Titan sowie ein Getriebe-Temperatur-Sensor mit dazugehöriger Anzeige im Cockpit ergänzten den überarbeiteten Antriebsstrang.
Die Leistung lag beim ersten vorgestellten Modell im Jahre 2001 bei 283 kW (385 PS) bei 6000/min und 522 Nm bei 4800/min. Ab dem Modelljahr 2002 wurde der Motor leicht modifiziert und leistete nun 302 kW (411 PS) und 542 Nm.

### Fahrleistungen
General Motors gab für die Beschleunigung von 0–60 mph (97 km/h) eine Zeit von 4,0 Sekunden an. Verschiedene Tests von Autozeitschriften ergaben etwa 4,2 bis 4,5 Sekunden für den Spurt von 0–100 km/h und etwa 16 bis 17 Sekunden von 0–200 km/h.
Die Höchstgeschwindigkeit wird wegen des lang übersetzten sechsten Ganges im fünften Gang erreicht und beträgt 275 km/h. Da auch das Getriebe anders abgestuft ist als in der normalen C5, ist die Z06 trotz der Mehrleistung von bis zu 42 kW um bis zu 20 km/h langsamer als die normale C5.

### Z06 Cabrio/Convertible
Von 2002 bis 2004 war eine C5-Cabrio-Version auf Z06-Basis in limitierter Auflage (60 Exemplaren weltweit) für 86.000 US-Dollar erhältlich. Sie verfügte über 302 kW (411 PS) und 542 Nm aus 5,7 Litern Hubraum. Diese limitierte Version wurde ausschließlich in der Farbausstattung Millennium Yellow gefertigt.

### Z06 Commemorative Edition

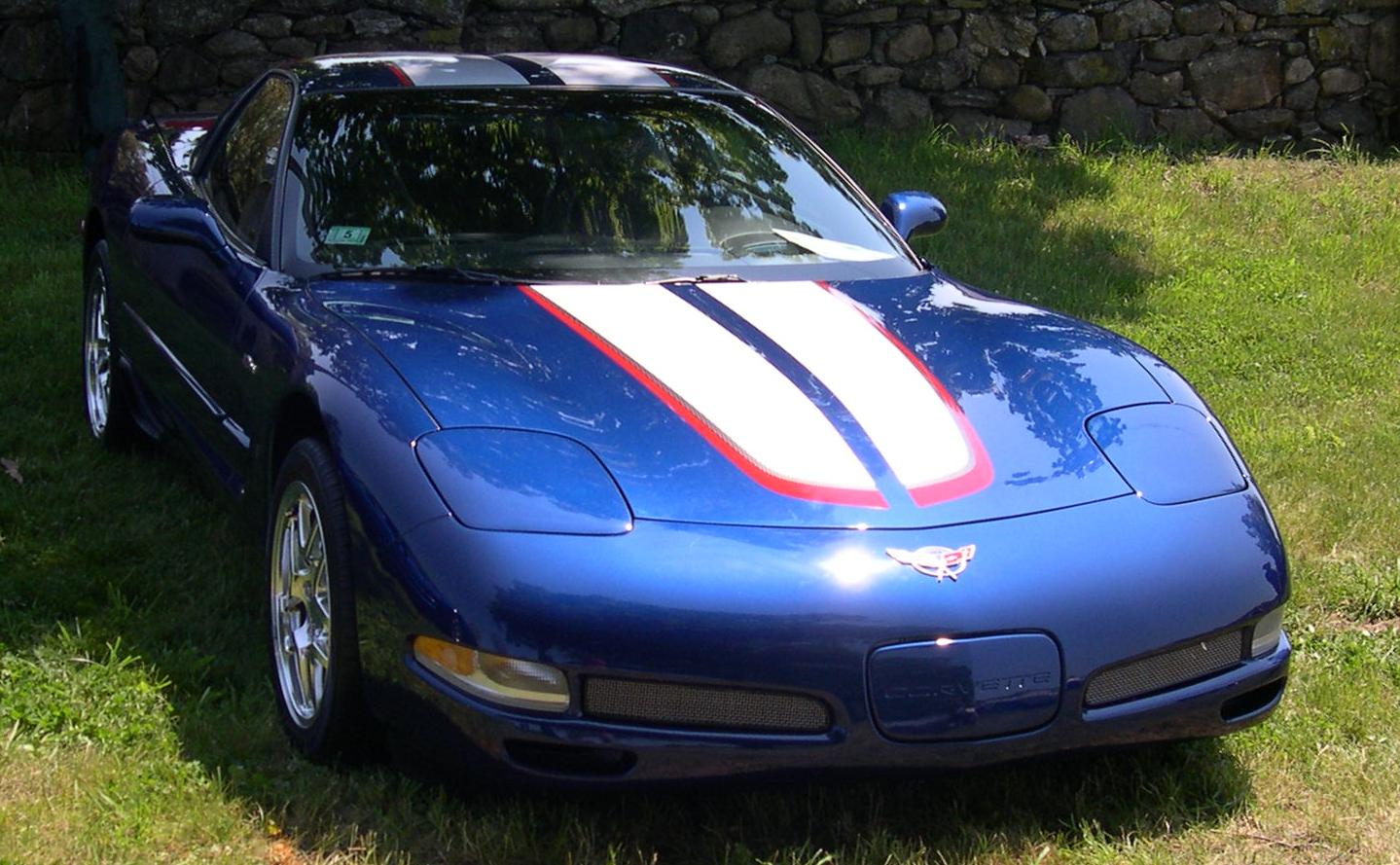
Corvette C5 Z06 „CE“

Auch die Z06 wurde als „Commemorative Edition“ ausgeliefert. Insgesamt wurden 2025 Stück dieser Z06 mit der speziellen „Z16“ genannten Option hergestellt. Die „Z06 CE“ ist in der Farbe „LeMans Blue“ lackiert, hinzu kommen Rennstreifen auf der Karosserie wie bei der normalen C5 CE. Das limitierte Coupé ist an diesen zwei rot gerahmten, silbernen Rennstreifen zu erkennen, die sich von der Motorhaube über das Dach ziehen. Auch die Z06 CE wurde zur Gewichtsersparnis mit einer neuen CFK-Motorhaube ausgerüstet. Mit einer Masse von nur 9,3 kg war diese um 34 Prozent leichter als die sonst serienmäßige GFK-Version.
Die Z06 CE wie auch die „normale“ Z06 wurde in Europa offiziell nicht von GM-Händlern verkauft. Diese als „Commemorative Edition“ bezeichnete „Erinnerungsausgabe“ als Option der Z06 kostete 4.335 US-Dollar Aufpreis.
Die Auto-Zeitschrift „Motor Trend“ vermerkte damals in einer Ausgabe, dass diese Z06 CE die schnellste Corvette C5 war, die sie bis dahin getestet hatten.

## 50th Anniversary

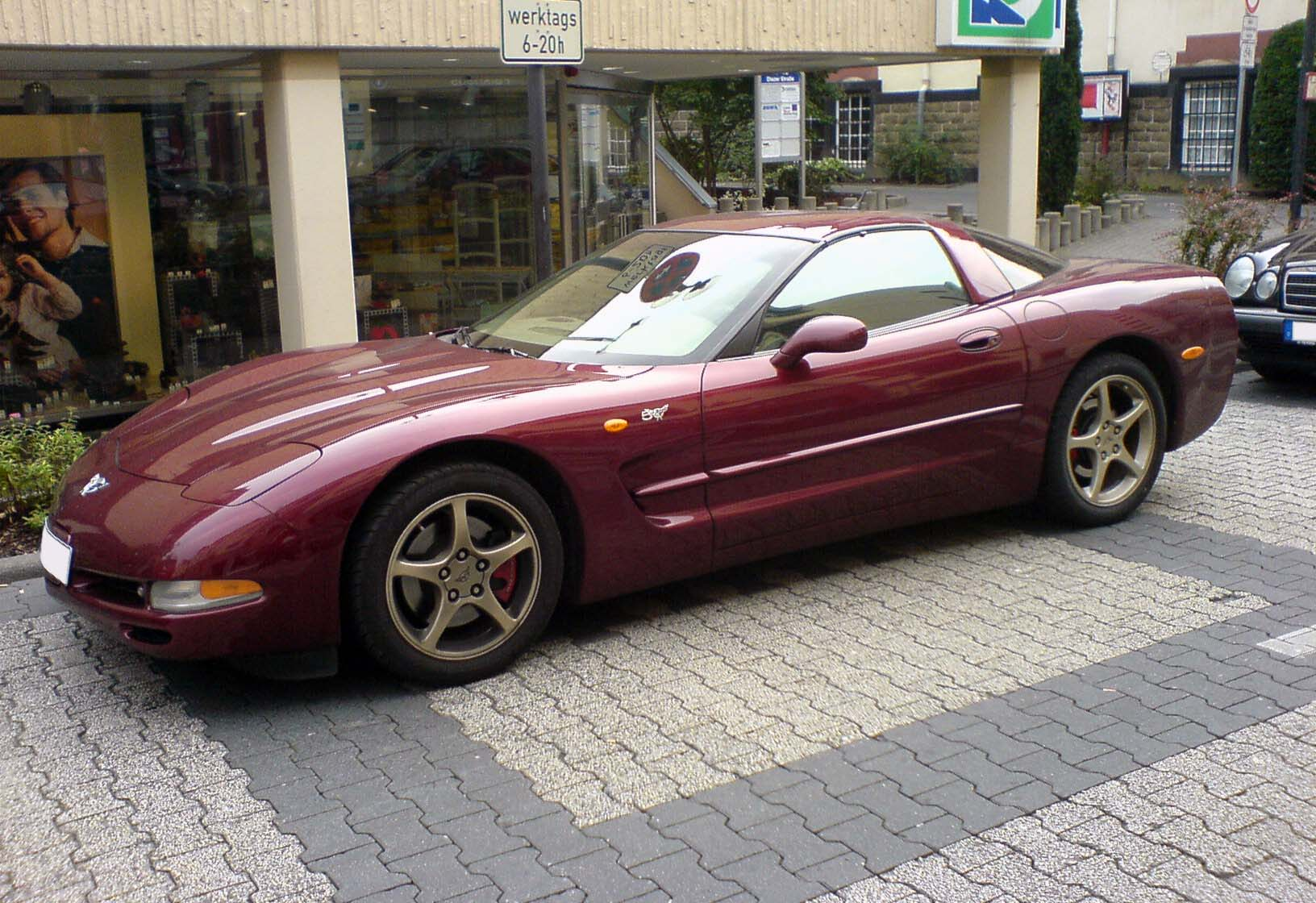
Limitierte 50th Anniversary Special Edition

Im Jahre 2003 wurde zum 50. Geburtstag der Corvette die limitierte 50th Anniversary Special Edition der C5 angeboten. Ein spezielles Exterieur in Anniversary-Dunkelrot und champagnerfarbene Felgen mit dem offiziellen Jubiläumsemblem sind die optischen Merkmale dieser limitierten Sonderedition (Special Edition).
Es liefen jedoch auch alle weiteren für die USA im Jahr 2003 produzierten C5 Modelle als „50th Anniversary“ vom Band und waren auch dementsprechend benannt. Diese unlimitierten 50th Anniversary Modelle waren im Gegenzug zur limitierten „Special Edition“ (Anniversary dunkelrot) in allen Farben verfügbar.
Dementsprechend unterscheidet man im Produktionsjahr 2003 zwischen der limitierten Anniversary-roten „50th Anniversary Special Edition“ und der unlimitierten und in allen Farben verfügbaren „50th Anniversary“.
Ein Emblem mit der Zahl „50“ ist bei allen 2003er US-Modellen sowohl an der Karosserie (zusätzliches Logo seitlich am Kotflügel bei der limitierten Special Edition) als auch im Innenraum (Tacho) zu finden.
Die limitierte „Special Edition“ ist von außen an der Sonderfarbe „Crimson Tintcoat Metallic“ (dunkelrot) und dem Jubiläums-Badge zu erkennen. Der Innenraum ist ganz in Neutral/Shale (Beige) gehalten. In die Kopfstützen ist das „50-Jahre-Corvette-Logo“ eingestickt, Türgriffe und Armlehnen sind farblich abgestimmt. Das Modell hat darüber hinaus Aluminiumfelgen in Sonderfarbe und Fußmatten mit dem „50-Jahre-Emblem“.
Das normalerweise aufpreispflichtige, verstellbare „F55“-Fahrwerk mit Magnetic-Selective-Ride-Control-System ist Standard in der Special Edition. Es reagiert in einer Millisekunde auf Fahrbahnunebenheiten und bietet eine bessere Stoßdämpferdynamik sowie mehr Wendigkeit und Stabilität bei allen Fahrbedingungen.

## Commemorative Edition
Die Presse war bereits im Besitz einiger Fotos, welche die neue C6 zeigten, als Corvette die „Erinnerungsausgabe“ der C5 ankündigte. Für das letzte C5-Modelljahr 2004 wurde daher die exklusive Sonderserie Commemorative Edition (kurz: CE) in Anlehnung an die Rennversion C5-R aufgelegt, die in der American Le Mans Series sehr erfolgreich und dazu 2001 und 2002 in Europa bei den 24 Stunden von Le Mans Doppelsieger in der GTS-Klasse war. Die „Commemorative Edition“ wurde entwickelt, um an die Siege der Corvette in Le Mans zu erinnern.
Die erfolgreiche Corvette C5-R war die Inspiration für die neue Corvette C5 CE, das Topmodell der C5, das offiziell nach Europa exportiert wurde. Diese neue Edition brachte damit viele Innovationen aus der amerikanischen Corvette Z06 erstmals auf europäische Straßen. Die Lackierung dieses Modells erfolgte in der Sonderfarbe Le Mans Blue Metallic mit zwei breiten silbernen und schmalen roten Streifen, die als sogenannte Racing Stripes parallel über die Motorhaube und das Dach führen.
Die „Commemorative Edition“ hatte eine neue Motorhaube aus Kohlenstofffaser und eine Speziallackierung, die exakt der Corvette C5-R entsprach, die zu dieser Zeit als Titelverteidiger in der GTS-Klasse an den Start ging. Mit dieser Motorhaube kam erstmals ein hochentwickeltes Material wie Karbonfaser in einem US-amerikanischen Serienfahrzeug zum Einsatz. Die Sonderfarbe „Le Mans Blue“ mit silbernen Streifen und roter Umrandung war nur für den C5-R-Rennwagen in Le Mans 2003 und eine limitierte Anzahl der „Commemorative Edition“ erhältlich. Eine spezielle Plakette im Innenraum zeigt alle Le-Mans-Siege der Corvette, des Weiteren gehören schwarze Ledersportsitze aus der Z06 zur Ausstattung.
In den USA waren das Coupé und das Cabrio unter dem RPO-Code „Z15“ mit dem Commemorative-Edition-Paket erhältlich. Außer der besonderen Farbgebung gehörten Ledersitze in der Farbe Shale (Schiefer/Beige), spezielle Embleme und Sitzstickereien sowie hochglanzpolierte Fünfspeichen-Alufelgen zur Ausstattung. Beim Cabrio war auch das Softtop in Shale gehalten. Produktionszahlen für das Z15-Paket wurden nicht veröffentlicht. Die CE-Version des Coupés Z06 nannte sich „Z16“ und war zur Gewichtsersparnis mit einer neuen CFK-Motorhaube ausgerüstet. Mit einer Masse von nur 9,3 kg war diese 34 % leichter als die sonst serienmäßige GFK-Version. Insgesamt wurden 2025 Stück dieser „Z16“ gebaut. Weder sie noch die „normale“ Z06 wurde in Europa offiziell von GM-Händlern verkauft.
Diese High-Tech-Features machten die Corvette C5 Commemorative Edition (CE) mit manuellem 6-Gang-Schaltgetriebe, sportlicher Z06-Aufhängung, Z06-Bremsen, Hochgeschwindigkeitsreifen und schwarzen Z06-Sportsitzen zu einem Sportwagen, der den Geist von Le Mans eindrucksvoll auf die Straße brachte.
Die seltenste und auch speziellste Version der Commemorative Edition ist jedoch die mit dem Optionscode „Z18“; sie stellt eine Mischung aus „Z15“ und „Z16“ dar, die es ausschließlich für den europäischen Markt gab. Sie wurde als Coupé im charakteristischen CE-Design gebaut und verfügt über die Carbon-Motorhaube und die schwarzen Sportsitze der „Z16“, ein Sechsgang-Schaltgetriebe, die Bremsanlage der Z06 sowie deren Fahrwerk in einer nochmals sportlicher abgestimmten Version sowie Goodyear Eagle-F1-Supercar-Reifen. Der LS1-Motor wurde gegenüber der Basis-Corvette nicht verändert. Obwohl ursprünglich rund 150 Stück geplant waren, wurden lediglich 46 produziert und nur die Fahrgestellnummern von 45 Autos sind veröffentlicht, was die Z18-CE zu einem begehrten Sammlerobjekt macht.
Alle Fahrzeuge sind ausschließlich mit polierten Alurädern und manuellen Schaltgetrieben ausgestattet. Die einzige bestellbare Option war die Seitenschutzleiste. In der Pressemappe befindet sich auch eine Präsentation von Goodyear zum Supercar-Reifen, aus der hervorgeht, dass dieser vorne 3 kg und hinten 3,5 kg leichter als der normale Goodyear F1 EMT ist.

## Technische Daten
| Modellbezeichnung                | C5 Coupé/Cabrio                    | C5 Z06                  |
| -------------------------------- | ---------------------------------- | ----------------------- |
| Motortyp                         | LS1                                | LS6                     |
| Motor Bauform                    | V8                                 | V8                      |
| Hubraum                          | 5,7 L (5666 cm³)                   | 5,7 L (5666 cm³)        |
| Bohrung × Hub                    | 99 × 92 mm                         | 99 × 92 mm              |
| Leistung bei 1/min               | 260 kW (355 PS) / 5200             | 302 kW (411 PS) / 6000  |
| Max. Drehmoment bei 1/min        | 508 Nm / 4000                      | 542 Nm / 4800           |
| Getriebe                         | 6-Gang manuell                     | 6-Gang manuell          |
| Getriebe optional                | 4-Stufen-Automatik                 |                         |
| Beschleunigung 0–100 km/h (Aut.) | 4,7 s (5,1 s)                      | 4,2 s                   |
| Höchstgeschwindigkeit            | 281 km/h (Cabrio) 297 km/h (Coupé) | 275 km/h                |
| Felgen vorne / hinten            | 8,5 × 17 / 9,5 × 18                | 9,5 × 17 / 10,5 × 18    |
| Reifen vorne / hinten            | 245/45ZR17 / 275/40ZR18            | 265/40ZR17 / 295/35ZR18 |
| Leergewicht                      | 1460 kg                            | 1409 kg                 |
| Tankinhalt                       | 70 Liter                           | 70 Liter                |